# Герб Великої Лепетихи
Герб Великої Лепетихи — офіційний символ смт Велика Лепетиха (Херсонщина).

## Опис
Щит підвищено перетятий на лазурове і золоте, в нижній частині лазурова шиповидна база, з якої виходить срібний обеліск на срібному підніжжі, на обеліскові лазуровий щиток із золотим тризубом, у базі чорний якір у стовп.